# Balón de Oro 1989

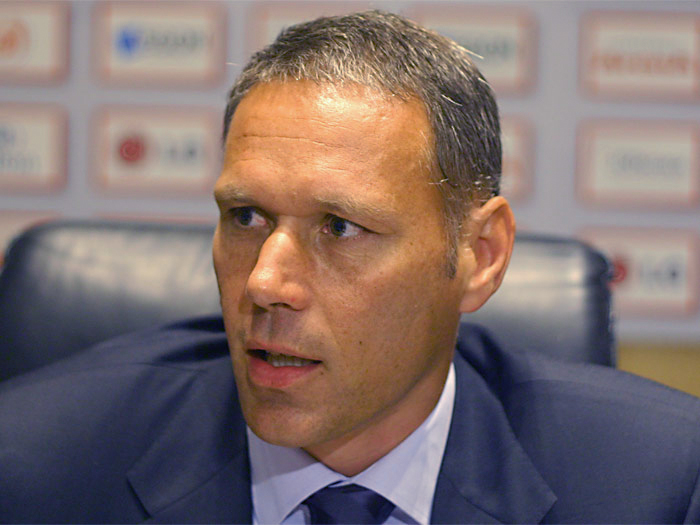
Marco van Basten 31 de octubre de 1964 Utrecht, Países BajosGanador del Balón de oro 1989, siendo jugador del Milán Ganó con una gran diferencia de votos de Franco Baresi

La edición de 1989 del Balón de Oro, 34.ª edición del premio de fútbol creado por la revista francesa France Football, fue ganada por el neerlandés Marco van Basten (Milán).
El jurado estuvo compuesto por 27 periodistas especializados, de cada una de las siguientes asociaciones miembros de la UEFA: Albania, Alemania Occidental, Alemania Oriental, Austria, Bélgica, Bulgaria, Checoslovaquia, Dinamarca, Escocia, España, Finlandia, Francia, Grecia, Hungría, Inglaterra, Irlanda, Italia, Luxemburgo, Países Bajos, Polonia, Portugal, Rumanía, Suecia, Suiza, Turquía, Unión Soviética y Yugoslavia.
El resultado de la votación fue publicado en el número 2281 de France Football, el 26 de diciembre de 1989.

## Sistema de votación
Cada uno de los miembros del jurado elige a los que a su juicio son los cinco mejores futbolistas europeos. El jugador elegido en primer lugar recibe cinco puntos, el elegido en segundo lugar cuatro puntos y así sucesivamente.
De esta forma, se repartieron 405 puntos, siendo 135 el máximo número de puntos que podía obtener cada jugador (en caso de que los 27 miembros del jurado le asignaran cinco puntos).

## Clasificación final
| Puesto | Jugador                | Equipo                        | Votos | Votos | Votos | Votos | Votos | Votos | Puntos |
| Puesto | Jugador                | Equipo                        | 1º    | 2º    | 3º    | 4º    | 5º    | Total | Puntos |
| ------ | ---------------------- | ----------------------------- | ----- | ----- | ----- | ----- | ----- | ----- | ------ |
| 1º     | Marco van Basten       | Milan                         | 18    | 6     | 1     | 1     |       | 26    | 119    |
| 2º     | Franco Baresi          | Milan                         | 5     | 9     | 5     | 2     |       | 21    | 80     |
| 3º     | Frank Rijkaard         | Milan                         | 2     | 3     | 6     | 1     | 1     | 13    | 43     |
| 4º     | Lothar Matthäus        | Inter de Milán                |       | 3     | 2     | 2     | 2     | 9     | 24     |
| 5º     | Peter Shilton          | Derby County                  | 1     | 1     | 1     | 4     | 2     | 9     | 22     |
| 6º     | Dragan Stojković       | Estrella Roja Belgrado        | 1     | 1     | 1     | 1     | 5     | 9     | 19     |
| 7º     | Ruud Gullit            | Milan                         |       |       | 3     | 2     | 3     | 8     | 16     |
| 8º     | Gheorghe Hagi          | Steaua Bucarest               |       | 1     | 1     | 2     |       | 4     | 11     |
|        | Jürgen Klinsmann       | Stuttgart / Inter de Milán    |       | 1     |       | 2     | 3     | 6     | 11     |
| 10º    | Michel Preud'homme     | Malinas                       |       | 1     | 1     | 1     | 1     | 4     | 10     |
|        | Jean-Pierre Papin      | Olympique Marsella            |       |       | 2     | 2     |       | 4     | 10     |
| 12º    | Oleksiy Mykhaylychenko | Dinamo Kiev                   |       |       | 1     | 1     | 1     | 3     | 6      |
| 13º    | Míchel                 | Real Madrid                   |       | 1     |       |       | 1     | 2     | 5      |
| 14º    | Andreas Brehme         | Inter de Milán                |       |       | 1     |       |       | 1     | 3      |
|        | Paulo Futre            | Atlético Madrid               |       |       | 1     |       |       | 1     | 3      |
|        | Karl-Heinz Riedle      | Werder Bremen                 |       |       | 1     |       |       | 1     | 3      |
| 17º    | John Barnes            | Liverpool                     |       |       |       | 1     |       | 1     | 2      |
|        | Pat Bonner             | Celtic Glasgow                |       |       |       | 1     |       | 1     | 2      |
|        | Glenn Hysén            | Fiorentina / Liverpool        |       |       |       | 1     |       | 1     | 2      |
|        | Oleg Kuznetsov         | Dinamo Kiev                   |       |       |       | 1     |       | 1     | 2      |
|        | Andreas Möller         | Borussia Dortmund             |       |       |       | 1     |       | 1     | 2      |
|        | Julio Salinas          | Barcelona                     |       |       |       | 1     |       | 1     | 2      |
| 23.º   | Thomas Häßler          | Colonia                       |       |       |       |       | 1     | 1     | 1      |
|        | Ronald Koeman          | PSV Eindhoven / Barcelona     |       |       |       |       | 1     | 1     | 1      |
|        | Roby Langers           | Órleans / Niza                |       |       |       |       | 1     | 1     | 1      |
|        | Gary Lineker           | Barcelona / Tottenham Hotspur |       |       |       |       | 1     | 1     | 1      |
|        | Paolo Maldini          | Milan                         |       |       |       |       | 1     | 1     | 1      |
|        | Theo Snelders          | Aberdeen                      |       |       |       |       | 1     | 1     | 1      |
|        | Gianluca Vialli        | Sampdoria                     |       |       |       |       | 1     | 1     | 1      |
|        | Aleksandr Zavarov      | Juventus                      |       |       |       |       | 1     | 1     | 1      |

## Curiosidades
- Segunda vez consecutiva en que el podio está copado por jugadores del Milán.